# Hubert Strolz
Pour les articles homonymes, voir Strolz.
Hubert Strolz, né le 26 juin 1962 à Warth, est un skieur alpin autrichien, médaille d'or du combiné lors des JO d'hiver de Calgary en 1988.

## Biographie
Il est le père de Johannes Strolz, également skieur alpin.

## Palmarès

### Jeux olympiques
| Édition / Épreuve   | Super-G | Slalom géant | Slalom | Combiné |
| ------------------- | ------- | ------------ | ------ | ------- |
| JO 1984 Sarajevo    | -       | 6e           | -      | -       |
| JO 1988 Calgary     | 4e      | Argent       | -      | Or      |
| JO 1992 Albertville | 24e     | 9e           | 13e    | -       |

### Championnats du monde
| Édition / Épreuve           | Super-G | Slalom géant | Slalom | Combiné |
| --------------------------- | ------- | ------------ | ------ | ------- |
| Mondiaux 1982 Schladming    | -       | 10e          | -      | -       |
| Mondiaux 1987 Crans-Montana | 5e      | 4e           | -      | -       |
| Mondiaux 1989 Vail          | 4e      | -            | -      | -       |
| Mondiaux 1991 Saalbach      | -       | -            | -      | 6e      |
| Mondiaux 1993 Morioka       | -       | 6e           | 4e     | -       |

### Coupe du monde
- Meilleur résultat au classement général : 3e en 1987-1988
  - Vainqueur de la coupe du monde de combiné en 1987-1988
  - 1 victoire : 1 combiné
  - 33 podiums

| Saison / Classement | Général | Général | Descente | Descente | Slalom | Slalom | Slalom géant | Slalom géant | Super-G | Super-G | Combiné alpin | Combiné alpin |
| Saison / Classement | Class.  | Points  | Class.   | Points   | Class. | Points | Class.       | Points       | Class.  | Points  | Class.        | Points        |
| ------------------- | ------- | ------- | -------- | -------- | ------ | ------ | ------------ | ------------ | ------- | ------- | ------------- | ------------- |
| 1980-1981           | 73e     | 10      | -        | -        | -      | -      | 25e          | 10           | -       | -       | -             | -             |
| 1981-1982           | 20e     | 59      | -        | -        | 22e    | 15     | 9e           | 44           | -       | -       | -             | -             |
| 1982-1983           | 39e     | 38      | -        | -        | -      | -      | 15e          | 27           | -       | -       | 17e           | 11            |
| 1983-1984           | 22e     | 72      | -        | -        | 31e    | 7      | 6e           | 65           | -       | -       | -             | -             |
| 1984-1985           | 36e     | 49      | -        | -        | -      | -      | 10e          | 49           | -       | -       | -             | -             |
| 1985-1986           | 9e      | 147     | -        | -        | 20e    | 28     | 3e           | 90           | 8e      | 29      | -             | -             |
| 1986-1987           | 14e     | 81      | -        | -        | 24e    | 12     | 4e           | 66           | 21e     | 12      | -             | -             |
| 1987-1988           | 3e      | 190     | -        | -        | 6e     | 50     | 2e           | 69           | 5e      | 31      | 1er           | 40            |
| 1988-1989           | 10e     | 112     | -        | -        | 12e    | 33     | 6e           | 46           | 13e     | 18      | 8e            | 15            |
| 1989-1990           | 7e      | 155     | -        | -        | 13e    | 51     | 3e           | 71           | 11e     | 33      | -             | -             |
| 1990-1991           | 45e     | 26      | -        | -        | 23e    | 10     | 22e          | 12           | 27e     | 4       | -             | -             |
| 1991-1992           | 9e      | 611     | -        | -        | 9e     | 265    | 36e          | 40           | 13e     | 126     | 2e            | 180           |
| 1992-1993           | 21e     | 312     | 58e      | 3        | 12e    | 172    | 27e          | 32           | -       | -       | 5e            | 105           |
| 1993-1994           | 80e     | 61      | -        | -        | 43e    | 13     | 28e          | 48           | -       | -       | -             | -             |

| Saison / Épreuve | Slalom             | Total |
| ---------------- | ------------------ | ----- |
| 1987-1988        | Bad Kleinkirchheim | 1     |
| Total            | 1                  | 1     |

## Arlberg-Kandahar
- Meilleur résultat : 2e place du slalom 1992 à Garmisch